# Hakoah Maccabi Amidar Ramat Gan FC
El Hakoah Maccabi Amidar Ramat Gan FC (en hebreu: הכח מכבי עמידר רמת גן) és un club de futbol israelià del barri de Ramat Shikma, a la ciutat de Ramat Gan.

## Història
L'any 1909 va ser fundat a Viena el Hakoah Viena per un parell de sionistes austríacs, Fritz "Beda" Löhrner i Ignaz Herman Körner. El club agafà forta popularitat i ràpidament va tenir el suport de molts jueus d'arreu d'Europa als anys 20.
El 1924 i 1925, el Hakoah Viena visità les terres de Palestina on fou orgullosament rebut. Alguns dels jugadors d'aquest equip emigraren a Palestina i fundaren el Hakoah Tel Aviv l'any 1938.
L'any 1959, es produí la fusió del Hakoah Tel Aviv i el Maccabi Ramat Gan, naixent un nou club que s'anomenà Hakoah Maccabi Ramat Gan. Aquells anys el Hakoah tenia un bon equip i el Maccabi el seu propi estadi (Gali-Gal). El nou club destacà al país durant els anys 60 i mitjans 70, guanyant dues lligues i dues copes israelianes.
Als anys 80 el club va arribar a baixar fins a la tercera divisió nacional. A més, el 1994 es va veure involucrat en un escàndol de manipulació de partits. El 2000 patí una greu fallida econòmica i el 2002 estigué a punt de desaparèixer. Per fi s'estabilitzà i el 2003 retornà a la Liga Leumit. L'any 2005 es fusionà de nou amb un petit club de Ramat Gan anomenat Maccabi Ramat Amidar, adoptant la denominació actual.

## Palmarès
- Lliga israeliana de futbol 1964-65, 1972-73
- Liga Leumit (segona divisió) 2007-08
- Copa israeliana de futbol 1969, 1971